# 山西财经大学华商学院
山西财经大学华商学院，简称财大华商，是中华人民共和国山西省的一所全日制民办大学，也是隶属于山西财经大学的独立学院，位于中华人民共和国山西省太原市。

## 院系设置
学院设有经济学、国际经济与贸易、贸易经济、金融学、保险、财政学、法学、英语、信息管理与信息系统、计算机科学与技术、工商管理、市场营销、会计学、财务管理、旅游管理、行政管理、人力资源管理、物流管理、社会体育、广告学共20个普通本科专业。涵盖了经济学、管理学、法学、文学、工学和教育学等6个学科门类。目前在校学生7400余人，设有经济贸易系、财政金融系、管理系、财务会计系、文法系、基础教学一部和基础教学二部等七个系部。学院依托山西财经大学独特的品牌优势和优质的教学资源，教学活动全过程主要由山西财经大学的教师完成，实行相对独立的教学组织和管理，独立颁发国家统一的普通本科学历文凭，达到学士学位授予条件，颁发山西财经大学华商学院学士学位证书。

## 外部連結
- 山西財經大學華商學院 （页面存档备份，存于）
- 山西财经大学 （页面存档备份，存于）